# Известняковые
Известняко́вые — группа из 4 островов в море Лаптевых в центральной части архипелага Северная Земля (Россия). Административно относятся к Таймырскому Долгано-Ненецкому району Красноярского края.
Расположены в центральной части архипелага между островами Комсомолец и Октябрьской революции в самой западной части пролива Красной Армии в точке его слияния с проливом Юным. Острова лежат довольно плотно друг к другу, перекрывая вход в пролив Красной Армии.
Состоят из четырёх островов с собственными названиями:
- Остров Большой Известняковый — является на самом деле двумя островами, разделёнными узким 300-метровым проливом. Расположены на расстоянии около 500 метров от побережья острова Комсомолец. Западный остров имеет 6,9 километра в длину и до 4,1 километра в ширину. Восточный — 4,7 километра в длину и до 2,75 километров в ширину.
- Остров Горбатый — расположен в середине группы в 1,6 километра к югу от Большого Известнякового. Имеет вытянутую форму длиной 1,6 километра и шириной до 700 метров.
- Остров Круглый — самый южный остров группы. Лежит в 500 метрах от берегов острова Октябрьской Революции. Имеет круглую форму диаметром чуть более 1,7 километра.